# 埼友草加病院
埼友草加病院（さいゆうそうかびょういん）は、埼玉県草加市にある医療機関。医療法人埼友会が運営する。

## 概要
1978年（昭和53年）、埼玉県草加市手代町に草加市内初の透析クリニックとした開院した埼友草加クリニックを前身とする。1984年（昭和59年）に草加市北谷に移転に移転し、現在の埼友草加病院に改称。1988年（昭和63年）には医療法人埼友会を設立。初代理事長には後藤善昭が就任。後藤は2000年（平成12年）「医療法人社団医山会」設立にも尽力している。2016年（平成28年）2月、草加市松原の獨協大学前駅駅前に移転、リニューアルオープンした。

## 沿革
特に注記のないものについては公式ホームページを出典とする。
- 1978年（昭和53年）11月 - 草加市手代町にて埼友草加クリニック開院（入院ベッド19床、透析ベッド18床）。
- 1984年（昭和59年）12月 - 草加市北谷町に移転、埼友草加病院に名称変更。
- 1988年（昭和63年）4月 - 草加市北谷にて「医療法人 埼友会」を設立。
- 1988年（昭和63年）12月 - 越谷市赤山町にて「埼友会 埼友クリニック」開院。
- 1996年（平成8年）2月 - 草加市北谷にて「脳健クリニック」開院。
- 2000年（平成12年）7月 - 越谷市赤山町「埼友会 埼友クリニック」を「医療法人社団 医山会」に統合。
- 2000年（平成12年）12月 - 川口市戸塚東にて「埼友川口クリニック」開院。
- 2005年（平成17年）8月 - 「脳健クリニック」増築（透析ベット45床）。
- 2005年（平成17年）8月 - 「埼友川口クリニック」透析ベッド70床に増床。
- 2016年（平成28年）2月 - 「埼友草加病院」が草加市松原に移転（現在地）。
- 2016年（平成28年）2月 - 「脳健クリニック」は「埼友草加病院」に合併。

## 機関指定・取り扱い保険など
- 保険医療機関
- 労災保険指定病院・結核予防法に基づく指定医療機関・生活保護法に基づく指定医療機関
- 更生医療認定病院（腎臓に関する指定自立支援医療機関）
- 被爆者援護法に基づく被爆者一般疾病医療機関
- 身体障害者福祉法
- 難病指定医療機関

## 診療科目
特に注記のないものについては公式ホームページを出典とする。
- 腎臓内科
- 一般総合内科
- 糖尿病・内分泌内科
- 脳神経外科
- 血管外科
- 泌尿器科
- 整形外科
- 形成外科

## 交通アクセス
- 東武伊勢崎線（東武スカイツリーライン）獨協大学前駅下車、徒歩2分
- 東京外環自動車道・草加インターチェンジ経由、国道4号バイパス合流後10分